# Takchita

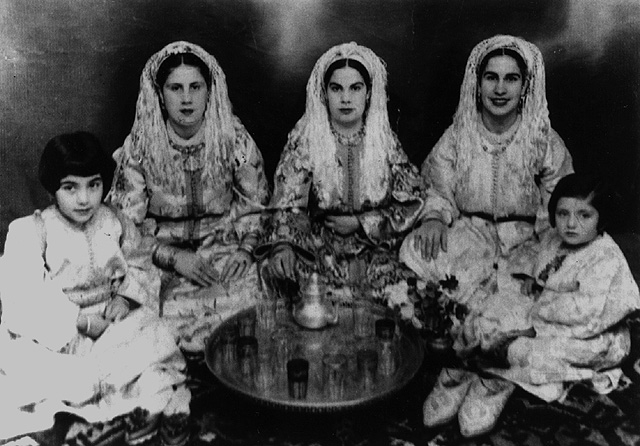
Mujeres marroquíes con takchita (1939)

La takchita o taksheta es una prenda tradicional de vestir femenina en Marruecos. Es una variante del caftán marroquí, que es empleada para determinadas ceremonias, especialmente utilizado en las bodas. 
Al igual que la mayoría de las tradiciones gastronómicas marroquíes, tiene un origen bereber.  Se compone de un mínimo de dos partes, una primera capa formada por un caftan simple y sin adornos y un sobrevestido que suele ser abierto, transparente y con múltiples adornos bordados. En algunas ocasiones puede llegar a estar compuesto de hasta cinco piezas. La taksheta se complementa con un cinturón denominado "Mdamma", de diferentes formas, ricamente trabajados, que pueden ser de seda, oro o plata y adornos de pedrería.
La primera pieza suele tener dos aperturas en los laterales llamadas fathiya dichas aperturas, así como el cuello, los puños y  una franja que divide en dos el caftán en el centro están bordadas con lo que se conoce como sfifa que puede ser de distintos materiales, siendo muy apreciado el hilo de oro y plata puros llamados zaqalli (hilo siciliano). La parte de arriba, llamada dfina suele ser más escotada, normalmente transparente y más ancha en la zona de las mangas para que las de la parte baja puedan caber y no queden ajustadas. Suele cubrir hasta los pies, las colas son apreciadas y el hecho de arrastrar la tela suele denotar un alto nivel económico. 
El mdamma es de origen andalusí. En ciudades como Tetuán, Larache y Chauen las familias de origen morisco conservan cinturones de fábrica del siglo XVII. Estos son de tela, muy anchos y preciados, se conocen como nemri. Son muy populares también los cinturones hechos de oro macizo con piedras preciosas incrustadas, bañados en oro o de plata. Los cinturones de oro suelen regalarse como parte de la dote a las novias. En la última década destacan los cinturones hechos de tela, son duros y más anchos que los de oro.
La finalidad de estos cinturones es la de sujetar la prenda y ceñirla, así como estilizar la silueta femenina marcando mucho los pechos y en el caso de las mujeres más entradas en carnes marcar también el bajo vientre; esto es visto como un atractivo y algo sensual.[cita requerida]